# Liste der Biografien/Gric
Liste der Biografien |
Portal Biografien |
Personensuche
# |
A |
B |
C |
D |
E |
F |
G |
H |
I |
J |
K |
L |
M |
N |
O |
P |
Q |
R |
S |
T |
U |
V |
W |
X |
Y |
Z |
?
 
Ga |
Gb |
Gc |
Gd |
Ge |
Gf |
Gh |
Gi |
Gj |
Gk |
Gl |
Gm |
Gn |
Go |
Gp |
Gq |
Gr |
Gs |
Gu |
Gv |
Gw |
Gy |
Gz
 
Gra |
Grb–Grd |
Gre |
Grg |
Gri |
Grj |
Grk |
Grl |
Grm |
Gro |
Grs |
Gru |
Gry |
Grz
 
Gria |
Grib |
Gric |
Grid |
Grie |
Grif |
Grig |
Grij |
Grik |
Gril |
Grim |
Grin |
Grio |
Grip |
Gris |
Grit |
Griv |
Griw |
Grix |
Griz
Die Liste der Biografien führt alle Personen auf, die in der deutschsprachigen Wikipedia einen Artikel haben. Dieses ist eine Teilliste mit 20 Einträgen von Personen, deren Namen mit den Buchstaben „Gric“ beginnt.

## Gric
- Gric, Peter (* 1968), tschechisch-österreichischer Maler, Zeichner und Illustrator

### Grice
- Grice, Allan (* 1942), australischer Autorennfahrer und Politiker
- Grice, Brian (1956–2010), US-amerikanischer Schlagzeuger im Bereich des Jazz, Blues und Soul
- Grice, Herbert Paul (1913–1988), englischer Philosoph
- Grice, Janet (1955–2020), US-amerikanische Musikerin
- Grice, Joel D. (* 1946), kanadischer Mineraloge
- Grice, Yvette (* 1980), britische Triathletin

### Grich
- Grichnik, Dietmar (* 1968), deutscher Wirtschaftswissenschaftler
- Grichting, Alois (* 1933), Schweizer Lehrer, Journalist und Publizist
- Grichting, Damian (* 1973), Schweizer Curler
- Grichting, Martin (* 1967), Schweizer Theologe, römisch-katholischer Bischofsvikar in Chur
- Grichting, Stéphane (* 1979), Schweizer Fussballspieler

### Grici
- Gricijenko, Ērika (* 2002), lettische Fußballspielerin
- Griciūnas, Paulius (* 1974), litauischer Jurist, Politiker und stellv. Justizminister
- Gricius, Algirdas (1937–2013), litauischer Politiker
- Gricius, Algirdas (* 1954), litauischer Politiker, Bürgermeister der Rajongemeinde Raseiniai
- Gricius, Jonas (1928–2021), sowjetisch-litauischer Kameramann
- Gricius, Saulius (1963–1991), litauischer Politiker und Umweltschützer
- Gricius, Vytautas (* 1948), litauischer Politiker, ehemaliger Vizeminister und Stellvertreter des Handelsministers Litauens

### Grick
- Gricksch, Gernot (* 1964), deutscher Journalist, Filmkritiker und Buchautor